# Antônio Floriano de Liechtenstein
Antônio Floriano de Liechtenstein (Wilfersdorf, 28 de maio de 1656 — Viena, 11 de outubro de 1721) foi o 5 º Príncipe do Liechtenstein entre 1718 e 1721.
Durante a Guerra da Sucessão Espanhola, ele foi para a Espanha, onde ele era o Chefe do Intendente e do primeiro-ministro do arquiduque Carlos, que se tornou imperador Carlos VI após a súbita morte de seu irmão em 1711. Floriano retornou a Viena para a coroação de Carlos. Ele era o Chefe da Intendência Imperial e Presidente do Conselho Secreto até que ele morreu em 1721. 
Em 1719, Carlos VI criou o novo principado do Liechtenstein a partir dos domínios de Schellenberg e Vaduz, que foram ambas detidas pela família Liechtenstein. Isto foi feito para que Antônio Floriano pudesse ser admitido para o Reichstag, que exigia que todos os membros tivessem terra e que fossem subordinados apenas ao próprio imperador (em oposição a terrenos detidos em feudo por maiores nobres). Assim, Antônio Floriano se tornou o primeiro Príncipe do Liechtenstein. Lichtenstein e Luxemburgo são os únicos estados do Sacro Império Romano que ainda existem. 
Ele foi o 591º Cavaleiro da Ordem do Tosão de Ouro, na Áustria.

## Casamento
Antônio Floriano casou Anton Barbara Eleonore, Condessa de Thun-Hohenstein (4 maio 1661 - 10 fevereiro 1723), em 15 de outubro de 1679. Eles tiveram 11 filhos, a maioria dos quais morreu na infância: 
- Francisco Augustino (1680-1681)
- Eleonor (1681-1682)
- Maria Antônia Eleonor (12 janeiro 1683 - 19 dezembro 1715)
- Carlos José Floriano ( 1685)
- Príncipe Antônio Inácio José (1689-1690)
- José João Adão, o Príncipe do Liechtenstein (27 de maio de 1690 - 17 dezembro 1732)
- Inocente Francisco Antônio (1693-1707)
- Carolina Ana Maria (23 agosto 1694 - 16 abril 1735)
- Carlos José (1697-1704)
- Ana Maria Antônia (1699-1753); casou com o  seu primo, José Venceslau I do Liechtenstein
- Maria Eleonor (1703 - 18 julho 1757).